# 王兴兴
王興興（1990年—），浙江余姚人。中华人民共和国企業家、机器人专家。杭州宇樹科技的创始人兼首席执行官。
浙江理工大学机电专业本科，上海大学机械工程专业硕士。2015年毕业后入职大疆公司。2016年創立杭州宇樹科技。2023年獲選為《財富》中國40位40歲以下的商界精英。2025年3月，列入“浙江青年五四奖章”拟表彰人选。2025年6月，獲香港特別行政區行政長官李家超委任為特首顧問團成員。